# Públio Rutílio Lupo (cônsul em 90 a.C.)
Públio Rutílio Lupo (m. 90 a.C.; em latim: Publius Rutilius Lupus) foi um político da gente Rutília da República Romana eleito cônsul em 90 a.C. com Lúcio Júlio César. Foi morto em combate durante o seu mandato.

## Consulado (90 a.C.)

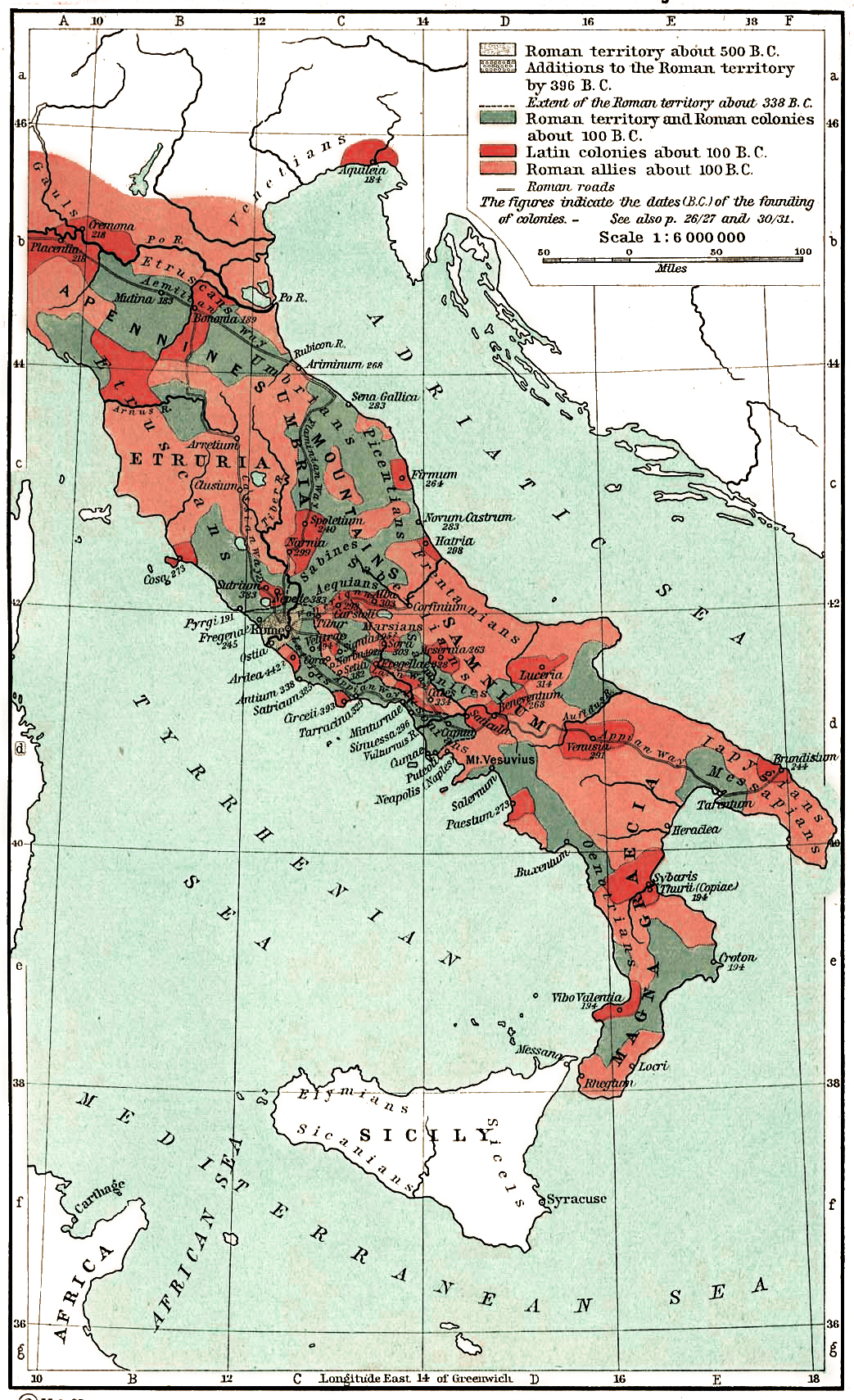
Mapa da Itália durante a Guerra Social (91-88 a.C.).

Rutílio foi eleito cônsul em 90 a.C. com Lúcio Júlio César no auge da Guerra Social. Esta guerra havia começado no ano anterior quando a cidade aliada de Ascoli se revoltou, no que foi seguida por muitas outras, e seu desenvolvimento foi marcado por uma série de derrotas por parte dos romanos. Os italianos atacaram diversas fortalezas da República, primeiro com insistentes ações de guerrilha e depois diretamente em batalhas campais.
Dada a vastidão do teatro de operações, os romanos decidiram dividir em duas partes o território dos insurgentes. Rutílio recebe a missão de subjugar os picenos, vestinos, sabinos, pelinos e mársios, povos que viviam ao norte de Roma, enquanto César ficou encarregado de lutar contra os samnitas, campânios e demais povos da Itália meridional. Para enfrentar o primeiro exército, os exércitos escolheram o mársio Quinto Popédio Silão e para enfrentar o seguindo, comandado por Rutílio, o samnita Caio Pápio Mutilo. Lúcio tinha entre seus legados Sula enquanto, ao norte, Rutílio contava com Caio Mário, reconvocado do oriente. Mário aconselhou Lupo a treinar suas forças, ainda muito inexperientes, antes de enfrentar o inimigo em combate, mas foi ignorado pelo cônsul.
A batalha que levou à morte de Rutílio foi travada no dia da Matrália, 11 de junho de 90 a.C. contra o comandante mársio Tito Vécio Escatão. Os historiadores antigos que relatam a batalha, sangrenta e desastrosa para os romanos, divergem nos detalhes. Ovídio, em um verso dos "Fastos", defende que a batalha ocorreu às margens do Toleno, uma opinião compartilhada por Paulo Orósio, e conta que as águas do rio levaram para o mar muitos dos corpos dos legionários romanos mortos em combate. Apiano, por outro lado, que nos fornece o mais extenso relato da Guerra Social, afirma que o local foi perto do rio Liri.
No relato de Apiano, Lupo avançou com suas forças e as dividiu em duas, deixando o segundo grupamento sob o comando de Mário com ordens de construir duas pontes sobre o Liri, uma para ele próprio e outra para Rutílio. Vécio, acampado na outra margem, posicionou a maior parte de suas forças perto da ponte de Mário, mas, durante a noite, Vécio escondeu um forte destacamento perto da ponte de Lupo. Na manhã seguinte, Lupo caiu na armadilha, o que lhe custou 8 000 homens e a vida depois de uma ferida mortal na cabeça. Mário, enquanto isso, depois de perceber os corpos que vinham flutuando pelo rio, cruzou rapidamente para capturar o mal defendido acampamento inimigo, salvando uma parte do exército romano da catástrofe total. Segundo Júlio Obsequente atribui a derrota e o destino fatal do cônsul ao fato de ele não ter respeitado os auspícios desfavoráveis:
| “ | Os romanos foram brutalmente assassinados pelos picenos. O desastre se espalhou por todo o Lácio. Rutílio Lupo, desprezando os sinais religiosos, sem ter encontrado a parte superior do fígado nas vísceras, perdeu seu exército e foi morto em combate. | ” |

Nenhum cônsul sufecto foi nomeado para ocupar o lugar de Lupo, pois seu colega, Lúcio Júlio César, não conseguiu voltar para Roma para realizar as eleições.